# 게리온

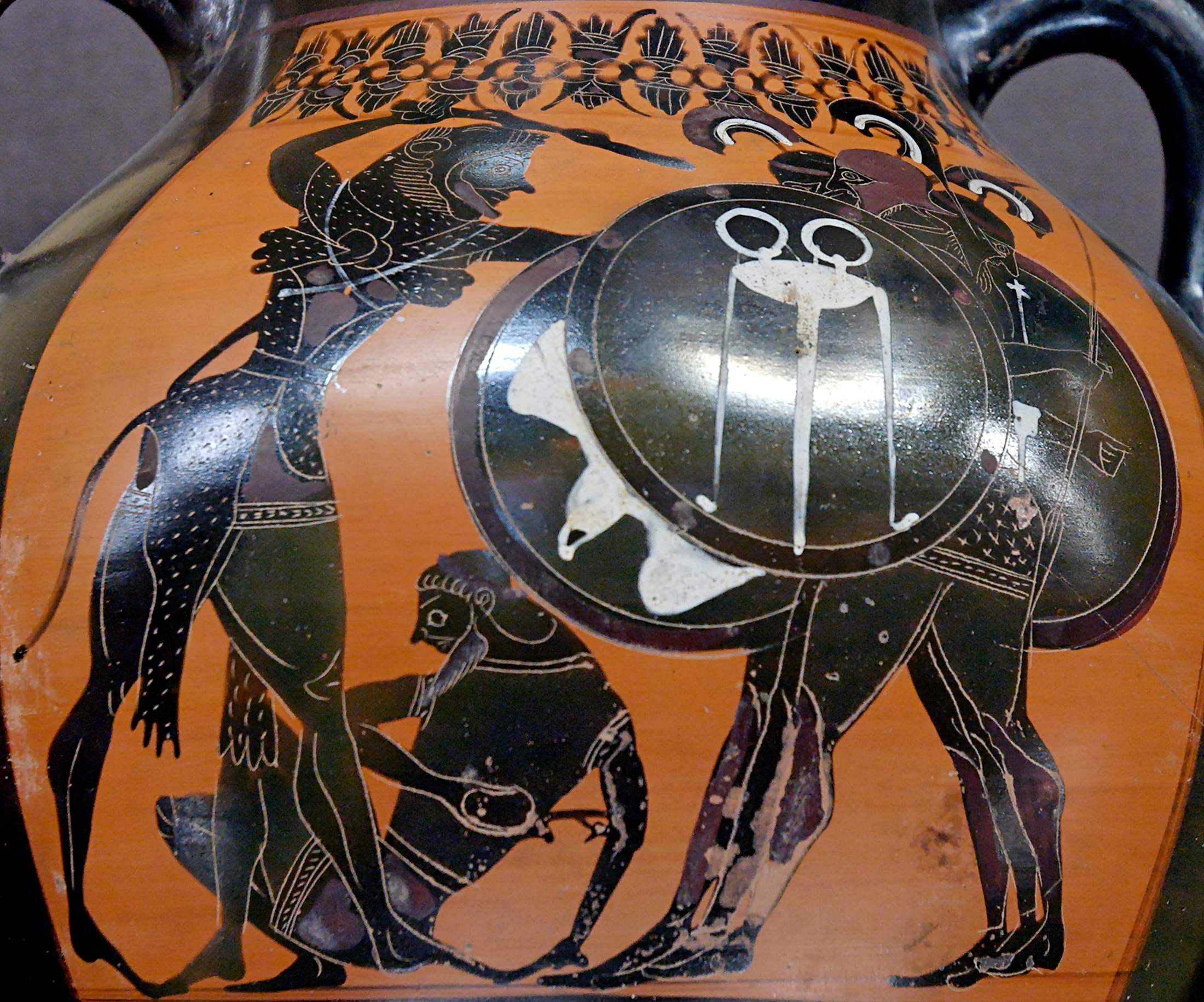
헤라클레스와 게리온.

게리온(그리스어: Γηρυών)은 그리스 신화에 등장하는 상상의 동물로 세 개의 머리와 몸을 가진 괴물이다. 게리오네스 또는 게리오네우스라고도 한다.
게리온은 포세이돈과 메두사의 아들인 크리사오르와 오케아노스의 딸인 칼리로에 사이에서 태어난 아들로, 지구의 서쪽 끝에 위치한다는 에리테이아 섬에서 살며 많은 소를 기르고 있었는데 헤스페리데스의 아들인 에우리티온이 소를 몰았고, 케르베로스와 같이 티폰의 자손인 두 개의 머리를 가진 개 오르토스가 소들을 지켰다.

## 헤라클레스의 12업
헤라클레스가 받은 10번째 노역은 게리온이 소유한 소들을 훔쳐오는 것이었다.
게리온이 살고 있는 에리테이아 섬으로 가기 위해 리비아의 사막을 지나던 헤라클레스는 더위에 지치자 태양으로 화살을 쏘는데, 태양의 신인 헬리오스가 이것을 보고 그의 용기에 감탄하여 그에게 '황금 사발'이라 칭해지는 배를 빌려주었다. 이 배를 통해 헤라클레스는 하룻밤만에 에리테이아 섬에 가게 된다. 에리테이아 섬에 도착한 헤라클레스의 냄새를 맡고 쫓아온 오르트로스는 헤라클레스의 몽둥이로 맞아 죽고 이어서 쫓아온 목동 에우리티온도 같은 방법으로 죽게 되었다. 난동을 눈치 챈 게리온은 고함을 지르며 행동에 나섰지만 휘드라의 독화살로 세 머리의 이마를 모두 맞고 죽는다. 헤라클레스는 붉은 소 떼를 몰고 황금 사발을 타고 돌아왔다